# Stephen Fulton
Stephen „Steph“ Fulton junior (* 17. Juli 1994 in Philadelphia, Pennsylvania) ist ein US-amerikanischer Profiboxer und aktueller Weltmeister der WBC im Federgewicht, sowie ehemaliger Weltmeister der WBC und WBO im Superbantamgewicht. Er wurde zeitweise unter anderem vom Ring Magazine auf Platz 1 der Weltrangliste geführt.

## Amateurkarriere
Stephen Fulton begann im Alter von 12 Jahren mit dem Boxsport und bestritt rund 90 Amateurkämpfe. Er gewann 2012 eine Bronzemedaille im Halbfliegengewicht bei der US-Meisterschaft und 2013 die Goldmedaille im Fliegengewicht bei den National Golden Gloves. Weiters gewann er im Bantamgewicht 2013 Silber bei der US-Meisterschaft und 2014 Bronze bei den National Golden Gloves.
Bei den World Combat Games 2013 in Sankt Petersburg gewann er nach einer Niederlage im Halbfinale gegen Sergei Wodopjanow eine Bronzemedaille und startete in der Saison 2013/14 für das Team USA Knockouts in der World Series of Boxing; dort siegte er gegen Samir Brahimi sowie Michele Crudetti und verlor gegen Alberto Melián.

## Profikarriere
Fulton bestritt sein Profidebüt noch 2014 und blieb in 18 Kämpfen ungeschlagen, wobei er am 11. Mai 2019 Paulus Ambunda einstimmig nach Punkten besiegen und dadurch IBO-Weltmeister im Superbantamgewicht werden konnte.
Am 23. Januar 2021 boxte er als Pflichtherausforderer um den WBO-Weltmeistertitel im Superbantamgewicht und siegte einstimmig gegen den Titelträger Angelo Leo. Sein nächster Kampf am 27. November 2021 war eine Titelvereinigung gegen den WBC-Weltmeister Brandon Figueroa, wobei sich Fulton durch Mehrheitsentscheidung nach Punkten durchsetzen konnte.
Eine erste Verteidigung beider Titel (WBO/WBC) gewann er am 4. Juni 2022 einstimmig gegen den ehemaligen IBF/WBA-Titelträger Daniel Roman, verlor jedoch in der zweiten Verteidigung am 25. Juli 2023 durch TKO gegen den Japaner Naoya Inoue.
Nach einem Wechsel in das Federgewicht schlug er am 1. Februar 2025 den ebenfalls in diese Klasse gewechselten und zum WBC-Weltmeister aufgestiegenen Brandon Figueroa.